# Università
L'Università, ou Universitas civium, est une assemblée populaire, une institution municipale de chacune des îles de Malte et de Gozo, qui prend sa source au XVe siècle, dans un conseil populaire qui représente les familles libres de l'île. L'Università établissait les règles sociales, défendait face au pouvoir les immunités et privilèges et présentait les doléances au souverain. L'assemblée populaire de Malte siégeait à Mdina tandis que celle de Gozo siégeait à Rabat-Ghawdex/ Victoria.
L'Università élisait le Hakem le responsable, le gouverneur en maltais (un capitaine justicier), deux juges et quatre gurati jurats (administrateurs qui juraient sur les Évangiles). Elle désignait aussi, d'après un diplôme de 1428 d'Alphonse le Magnanime, le Secreto (un percepteur des impôts et gabelle), le trésorier, les notaires, le connétable (chef des gents d'armes), les Massari (les douaniers) et le fauconnier chargé de procurer en hommage au roi, chaque année, un faucon chasseur (Cette obligation sera transférée aux Hospitaliers et à l'origine de la légende populaire du faucon maltais.)
L'Università avait aussi comme fonction essentielle de procurer des subsistances vivrières aux habitants de l'île. Elle collectait les fonds et répartissait les grains achetés. Un diplôme du 9 juin 1450 autorisait l'Université à importer du blé en franchise de tous droits à partir de la Sicile.
Cette institution subsista jusqu'au XIXe siècle puis les Anglais, nouveaux maîtres, changèrent le statut et les lois de l'archipel.

## Étymologie
L'Università n'est pas un organisme de formation, une université. Elle tire son nom de l'« universalité » des citoyens qu'elle représente - Universitas civium.

## Sources
- Jacques Godrechot, Histoire de Malte, coll. Que sais-je ? PUF, Paris, 1970, p. 30.